# スマート・フォーツー
フォーツー（Fortwo）は、ドイツの自動車メーカー、スマートによって製造・販売される2人乗り小型乗用車である。

## 概要
スイスの時計メーカー、スウォッチ・グループの創業者であるニコラス・ハイエックの発案により、ダイムラー・ベンツ（当時）との共同事業により設立されたマイクロカー・コーポレーションにより開発が進められた『スウォッチカー』を起源とする。元々は電気駆動あるいはハイブリッド駆動によるマイクロカーとして企図したもので、当初はフォルクスワーゲンとのパートナーシップを予定したが、フォルクスワーゲンが生産を決定できず、ハイエックはパートナーシップをダイムラーに求めたものである。1994年3月まで、2つの設計研究が作成された。開発の過程で、MCCは電気駆動またはハイブリッド駆動だけでなく「（スウォッチのように、実用性に徹した）最大限に削ぎ落とした自動車」という当初のコンセプトを放棄せざるを得なくなったため、ハイエックを含むスウォッチ側の多くのメンバーが開発から去ることとなり、現在の（ガソリンエンジン駆動の）スマートには元スウォッチチームの計画との共通点はないとされている。
1995年、現在のフォーツーの原型に当たる車両の設計概要がフランクフルトモーターショーで発表され、1998年10月にヨーロッパで「ピュア」「パルス」の2車種で市場に導入された。1999年には3つ目のバリエーションとして「パッション」が投入された  。
ディーゼルエンジンを搭載したフォーツーのCO2排出量は88 g/km。2010年秋に改良投入された第2世代モデルではの導入により、NEDCの CO2排出量は86 g/kmに削減されている。これはキア・リオ 1.1 CRDi ISGが85 g / kmと、フォーツーに匹敵する

## 初代 MC01系（1998年 – 2007年）
1997年にフランス東部のハンバッハに生産工場を建設。翌1998年、「シティークーペ」 (city-coupé) として欧州で発売。全長2.5 m×幅1.51 m×高さ1.52 mという非常にコンパクトなボディは、全長が欧米での通常の乗用車の幅員+ドア開き幅とほぼ同じことから、1台分の縦列駐車用スペースに2台を「横置き」することも可能である。
パワートレーンには599 ccのターボチャージャー付き直列3気筒ガソリンエンジンが搭載され、モデルにより33 kW（45馬力）、40 kW（54馬力）、45 kW（61馬力）の3仕様があった。加えて、799 cc直列3気筒ディーゼルターボエンジン（30 kW, 41馬力）もラインナップに加わっていた。エンジンレイアウトは車体後部に配置したリアエンジン・リアドライブ (RR) 方式を採用している。トランスミッションにはゲトラグ製のセミオートマチックトランスミッションが採用された。
幅員を1.48 m以内に納めると日本の軽自動車規格に収まることから、2001年（平成13年）には日本市場専用モデルとして、タイヤサイズを変更しフェンダーを35 mm狭めて軽自動車登録を可能とした日本市場専用モデル「スマートK」を販売している。
Kではないスマートであっても、Kのリアフェンダーに交換あるいは社外品のキットを取り付ければ軽自動車登録が可能であった。
2002年、マイナーチェンジを実施。型式もW450に変更
エンジンを698 cc直列3気筒ターボ（出力37 kWまたは45 kW）と排気量とガソリンタンク容量を33Lに拡大し、シャシを強化。また、フロントウィンドシールド及びドアのないオープンカーの限定モデル「クロスブレード」も発売されている。
2004年、フォーフォーの誕生に併せて、車名を「フォーツー」へ変更。「スマートK」の販売を終了（11月）。

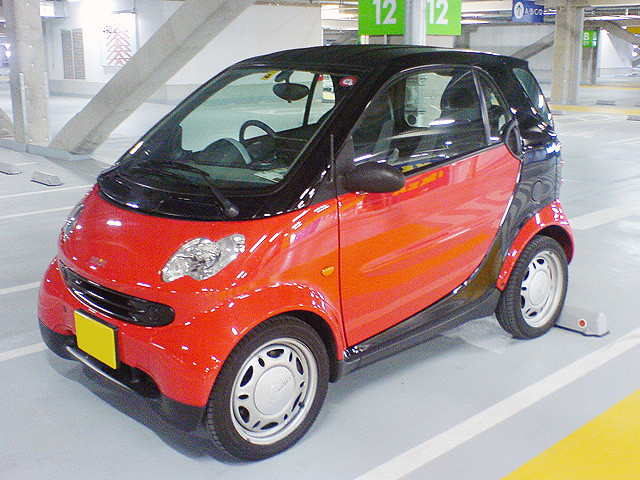
スマートK

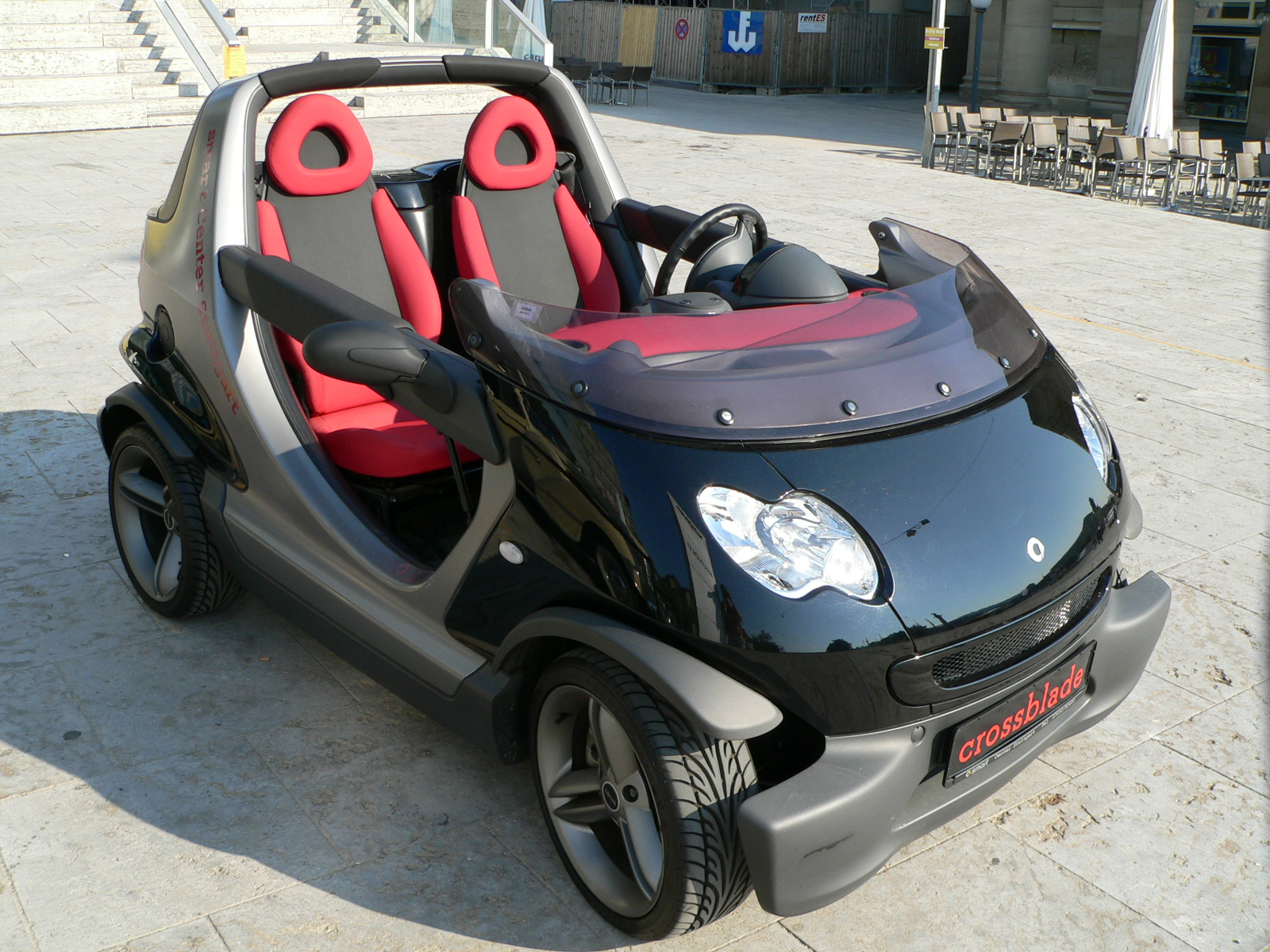
クロスブレード

## 2代目 W451 （2007年 – 2014年）
2007年に発売。衝突安全性を考慮して全長が20cm長くなり、「トリディオンセーフティセル」と呼ばれる高張力鋼製のモノコックフレームに交換可能なプラスチック製ボディパネルを組み合わせたボディとなった。
パワートレーンは三菱自動車製の直列3気筒DOHCガソリンエンジンである3B21型 (999cc) が採用され、自然吸気モデル（52kW / 71馬力）とターボチャージャー付きモデル（62kW / 84馬力）が用意された。ターボチャージャー付きモデルをブラバスがチューンナップしたモデル（75kW / 102馬力）も存在する。また、自然吸気モデルには「マイクロ・ハイブリッド・ドライブ」(MHD) と呼ばれる、セルモーターとオルタネーターを一体化させたジェネレーターを用いた運動エネルギー回生システム付きアイドリングストップ機構を備えている。
- 2008年、累計生産100万台を突破。
- 2009年、EV仕様の「フォーツーed」（エレクトロニック・ドライブ）を発売[8]。

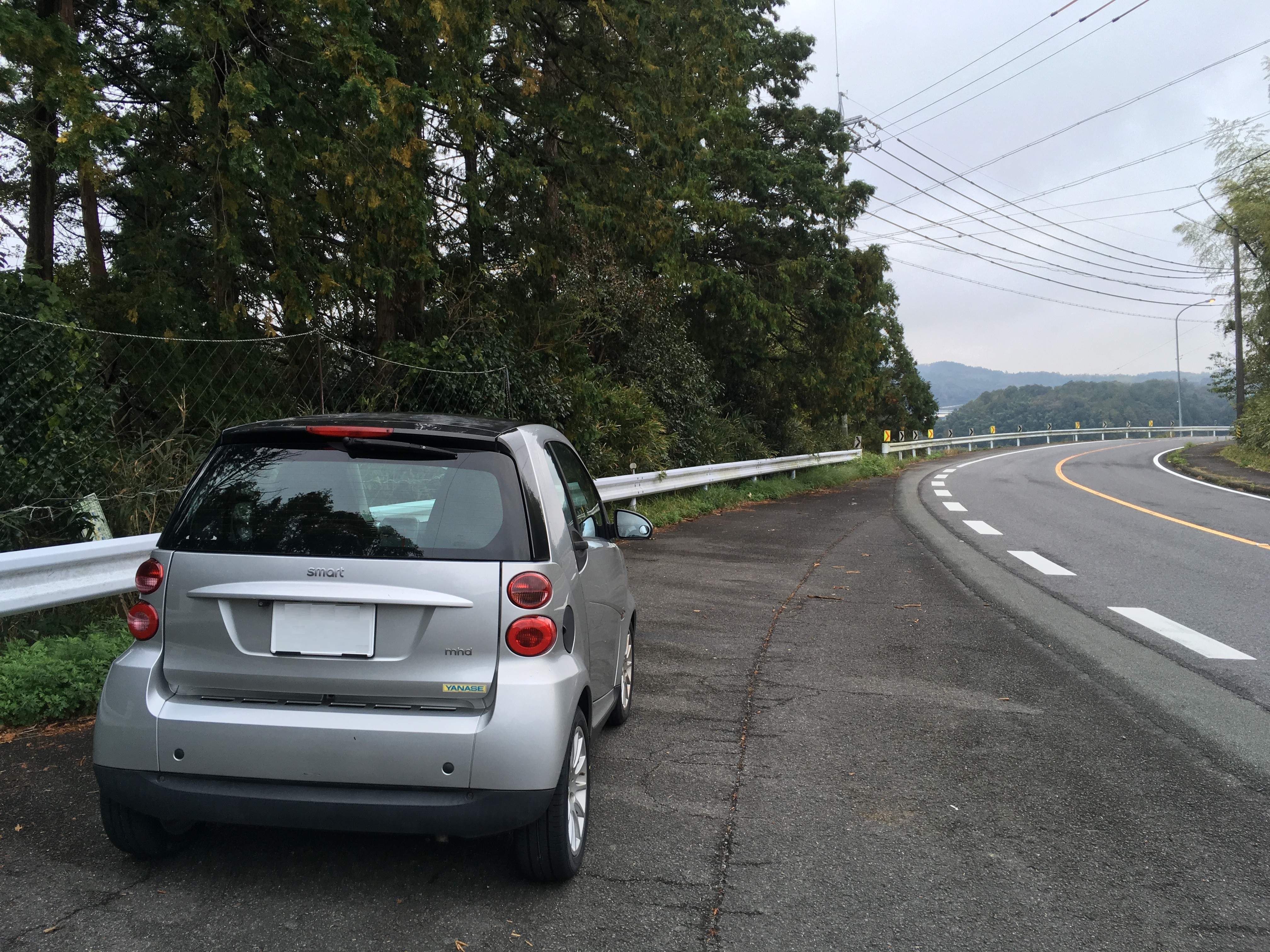
Smart フォーツー 2009年モデル

- 2013年、累計生産150万台を突破[9]。

## 3代目 C453/A453（2014年 - 2024年）
ルノーとの共同開発によって、2014年に発売。フォーフォーと実質的に同一モデルとして開発され、3代目から3ドア2シーターモデルを「フォーツー」、5ドア4シーターモデルを「フォーフォー」とすることにした。
トゥインゴと基本コンポーネンツを共用すべく、全幅が一気に105mm拡大された。パワートレーンもトゥインゴと共通化され、メルセデス・ベンツ製の直接3気筒DOHCエンジン（999cc自然吸気または898ccターボチャージャー付き）M281型が採用された。製造はフランスにあるダイムラーのハンバッハ工場で行われる（トゥインゴとフォーフォーはスロベニアのルノー・ノボメスト工場）。
2019年、日本で、ついでヨーロッパで相次いでガソリンエンジン搭載車の最終限定仕様車を発表した。2020年以降はスマートの全車種が電動化（EV化）されると発表されている。また、アメリカ市場では、2018年よりガソリンエンジン搭載車の販売を廃止し、EVに一本化されている。
2024年3月末に生産終了。